# Парма
Па́рма (итал. Parma, итальянское произношение: [ˈparma] (слушать)о файле, эмил.-ром. Pärma, лат. Parma) — город в северном итальянском регионе Эмилия-Романья. Административный центр одноимённой провинции, расположенный на одноимённой реке, северо-западнее Болоньи. Покровителем города считается Иларий Пиктавийский. Праздник города — 13 января.
В 2,4 километра к северо-западу от города располагается международный аэропорт Пармы имени Джузеппе Верди.

## История
Галльский город Парма в 183 г. до н. э. стал римской колонией и скоро сделался довольно важным торговым центром. Разрушенный солдатами Марка Антония он был восстановлен Августом; с тех пор он назывался Августо Парменсис, после падения Западной Римской империи — Chrysopolis («город золота»; в средневековых хрониках — Гризополис), позднее вновь Пармой.
В 570 году Парма перешла под власть лангобардов, в 774 году — франков. В 879 году Карломан пожаловал Парму с титулом графства епископу Видибольду (ит.).
В XI, XII и XIII веках Парма была ареной постоянной борьбы между гвельфами и гибеллинами. Управление городом, номинально республиканское, было предметом спора между семьями Росси, Паллавичино, Корреджио, Санвитале (ит.) и другими. В 1167 году Парма вступила в гвельфский союз ломбардских городов. В 1248 году под Пармой, которой временно овладели гибеллины, был наголову разбит император Фридрих II, принужденный вследствие этого вовсе покинуть Италию; в Парме было восстановлено владычество гвельфов.
В 1346 году городом овладели Висконти и присоединили его к Миланскому герцогству.
Папа Юлий II присоединил Парму вместе с Пьяченцей к папским владениям. В конце 1515 года город был захвачен герцогом Мантуи Федерико II Гонзага. В 1545 году папа Павел III передал Парму и Пьяченцу с их областями и с титулом герцогства своему незаконному сыну Пьетро Луиджи Фарнезе. Через два года герцог Фарнезе вызвал своим деспотизмом заговор среди высших классов общества и был убит; в Пьяченце утвердился после этого миланский наместник императора Карла VГонзага, а Парма при помощи папских войск осталась за Оттавио Фарнезе, сыном Пьетро; в 1558 году он вернул себе и Пьяченцу по договору с Филиппом II.
В течение двух веков Парма и Пьяченца жили под властью династии Фарнезе жизнью небольшого самостоятельного итальянского государства с деспотическим управлением, блистая роскошью двора, по обычаю всех итальянских дворов покровительствовавшего развитию искусств (еще ранее пармские соборы и хранилища произведений искусства были поставлены на значительную высоту знаменитым Корреджо, жившим здесь в 1518 по 1530 годы). В 1731 году династия Фарнезе прекратилась и Парма с Пьяченцей перешли по наследству (по женской линии) к инфанту испанскому Карлу, уступившему их (1735) австрийскому императору Карлу VI, в обмен за королевство Обеих Сицилий. Переехав в Неаполь, Карл III перевёз туда значительную часть ценностей, накопленных Фарнезе.

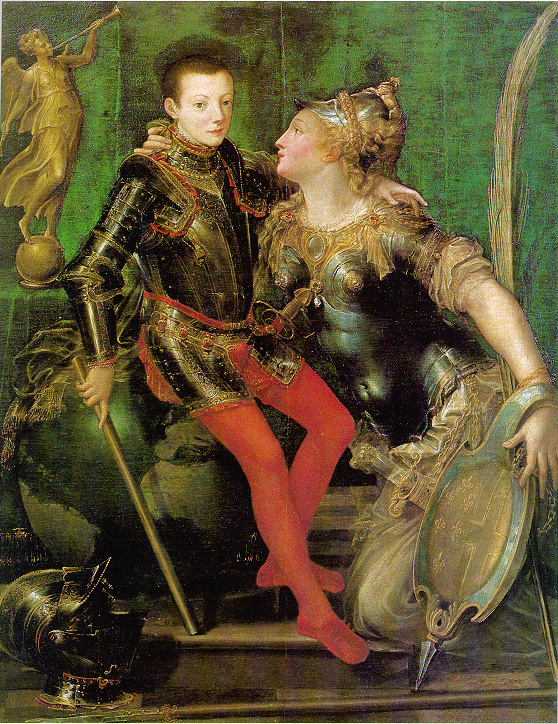
Аллегорический портрет Алессандро Фарнезе, герцога Пармского.

В 1743 году, по Аахенскому миру, Мария-Терезия уступила их — вместе с Гвасталлой, которая с тех пор надолго входит в состав одного с ними государства, испанскому инфанту Филиппу. Управление Бурбонов в Парме мало чем отличалось от их управления в других странах: процветала инквизиция, мысль и слово находились под тяжелым гнётом, подати были весьма тяжелы. В 1796 году Фердинанд, сын и (с 1765 года) наследник Филиппа, оставленный Австрией во время революционных войн на произвол судьбы, откупился от французов суммой в 2 000 000 лир и 20 лучшими картинами из пармской галереи, но уже через год, по Кампо-Формийскому миру, должен был уступить Цизальпинской республике свои владения по левому берегу По.
По договору между Францией и Испанией (1801) сын Фердинанда, Людовик, был сделан королём Этрурии, с обязательством уступить Франции Парму, Пьяченцу и Гвасталлу. В 1806 году Наполеон отдал Гвасталлу своей сестре Паулине Боргезе. По Парижскому договору 1814 года и решениям Венского конгресса Парма, Пьяченца и Гвасталла были переданы Марии-Луизе, жене Наполеона, но, ввиду протестов Испании, в 1817 году особым договором, заключенным в Париже, было постановлено, что после смерти Марии-Луизы герцогства переходят к наследникам Людовика, бывшего короля Этрурии, за исключением территории по левому берегу По, остававшейся за Австрией.
Управление Марии-Луизы, вполне подчинявшейся Меттерниху, не могло подавить стремлений к свободе и единству Италии. Хотя волнения 1831, 1833 и 1846 годах были подавлены австрийскими войсками, но смерть Марии-Луизы, после которой герцогство пармское перешло к Карлу II, бывшему до тех пор герцогом Луккским, вызвала новые волнения. В 1860 году жители Пармы и Пьяченцы постановили присоединиться к объединённой Италии. Цита Бурбон-Пармская, дочь последнего пармского герцога, вышла замуж за Карла I, последнего императора Австрии, и дожила до 1989 года.
Город сильно пострадал от бомбардировок союзной авиацией в конце Второй мировой войны.

## Достопримечательности

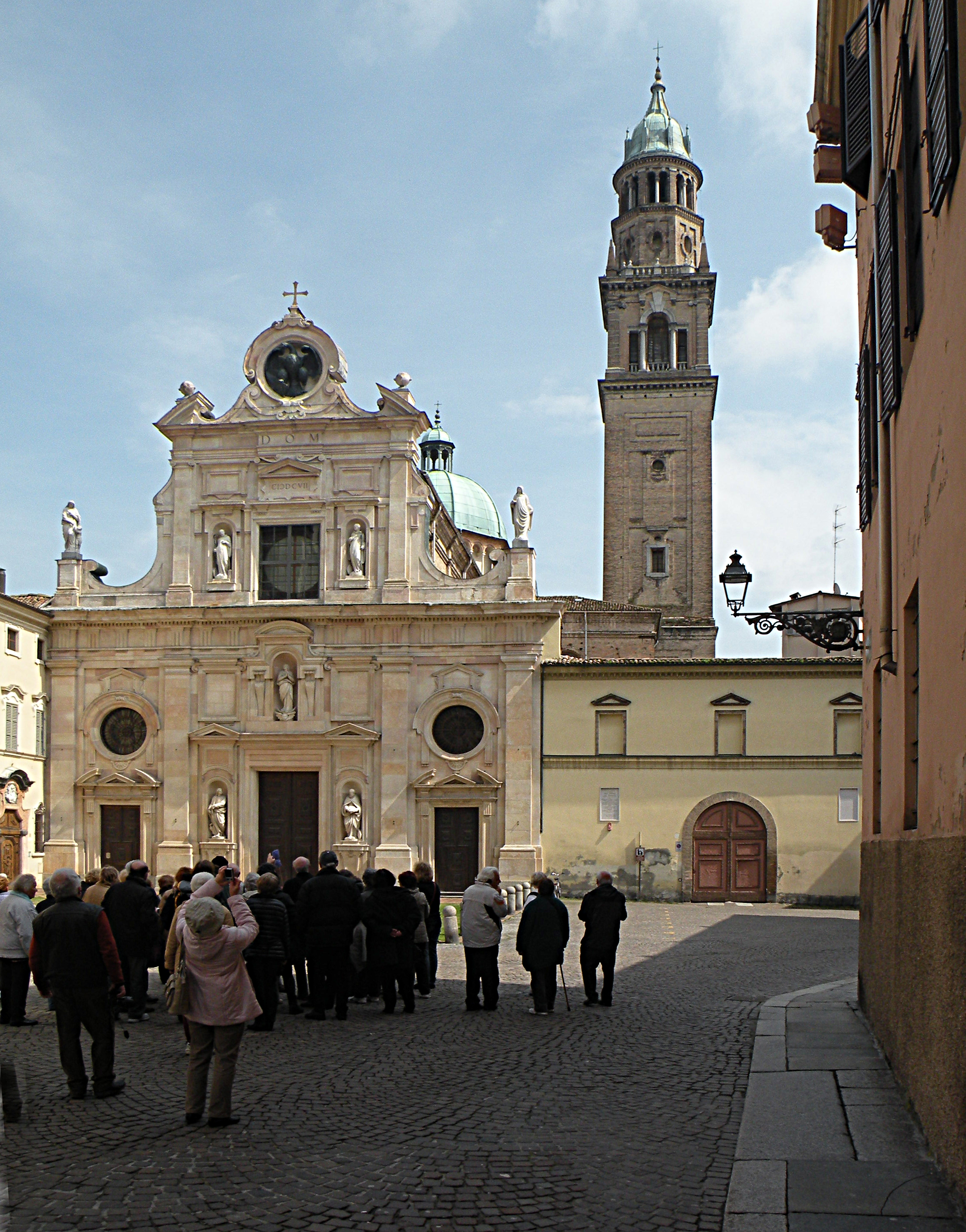
Церковь Иоанна Евангелиста

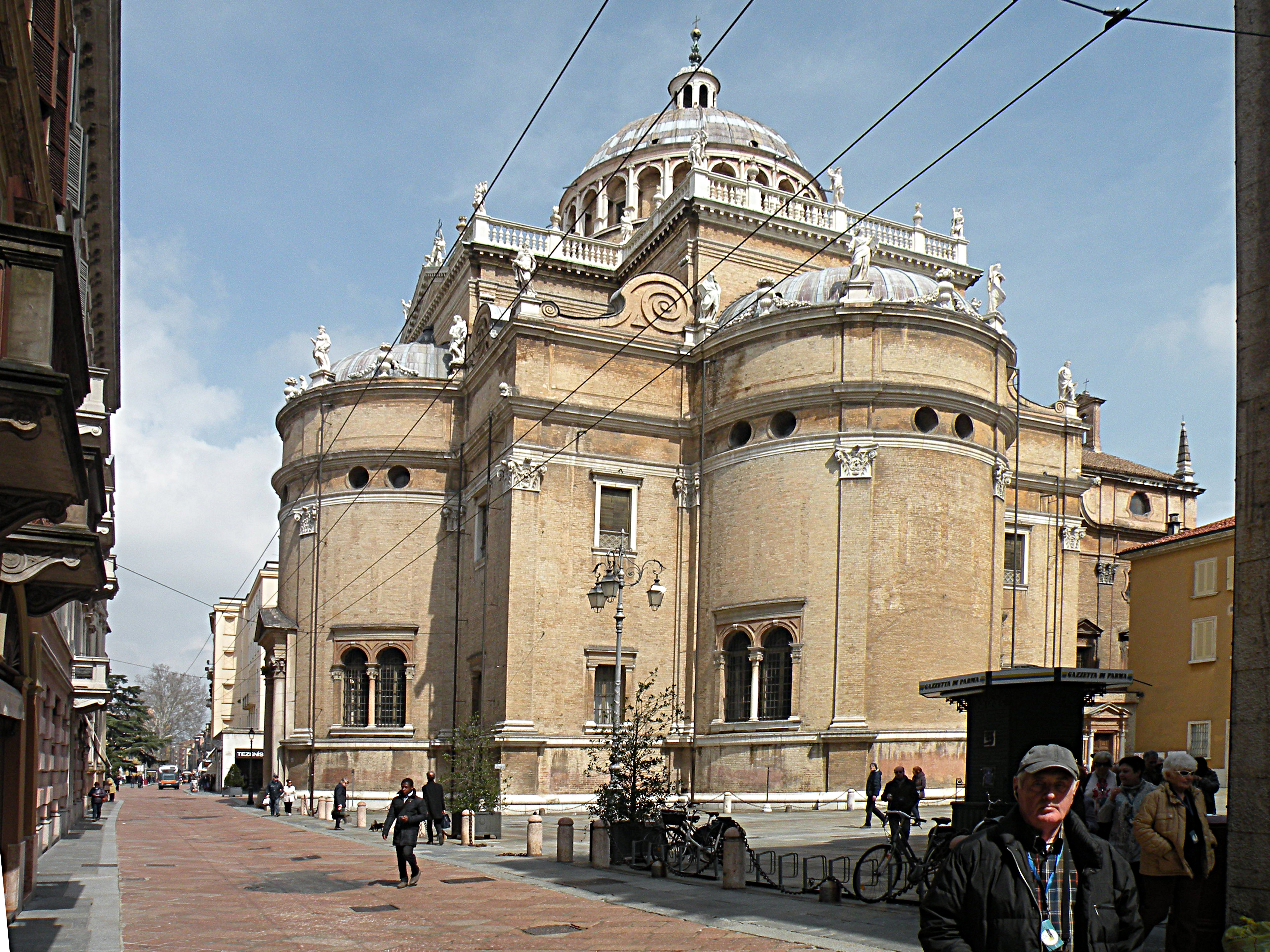
Базилика Санта-Мария-делла-Стекката

- San Giovanni Evangelista (Церковь аббатства Иоанна Евангелиста, ит.) построена за собором в эпоху Возрождения (1494—1510), перестраивалась в стиле барокко. Колокольня закончена постройкой в 1614 году. Фрески на куполе выполнены Антонио Аллегри, более известным как Корреджо (1489—1540). Это был непревзойдённый мастер в искусстве изображения персонажей с эффектами освещения скрытым источником света. Он также работал в помещениях монастыря Святого Павла, в котором особенно выделяется своим убранством так называемая «комната аббатисы».
- Базилика Санта-Мария-делла-Стекката. Эта церковь в честь Богоматери построена в 1521—1539 годах в подражание собору святого Петра в Ватикане. Её расписывал Пармиджанино (1530—1540) — известный рисовальщик, живописец и гравёр. Там же находится усыпальница герцогов дома Фарнезе и Бурбонов.

### Пьяцца Дуомо
Это старинная площадь перед собором, находящимся на восточной её стороне.
|  |  |  |  |  |  |  |
|  |  |  |  |  |  |  |

- Пармский собор, или Дуомо (ит.) посвящён Вознесению Святой Девы Марии. Представляет собой романскую базилику, построенную после землетрясения в XII веке. В соборе сосредоточены художественные сокровища пармской школы. Выполненная Корреджо в 1526−1530 годах и изображающая Вознесение Марии роспись купола принадлежит к высшим достижениям искусства Возрождения, в то же время предвещая эстетику барокко. В правом поперечном нефе собора находится распятие работы Бенедетто Антелами (1178 года). В крипте собора сохраняются остатки раннехристианской мозаики на полу. Вместе с кампанилой собор представляет собой законченный архитектурный ансамбль.
- Баптистерий представляет собой восьмиугольную башню, облицованную розовым мрамором. Здание построено тем же Антелами в 1196—1260 годах в романо-готическом стиле. Он же создал рельефные украшения на фасаде и внутренних стенах здания. На куполе изнутри имеются фрески из жизни Христа.
- Дворец епископа (ит.) построен в XIII веке. Находится на площади напротив собора.

### Пьяцца Гарибальди

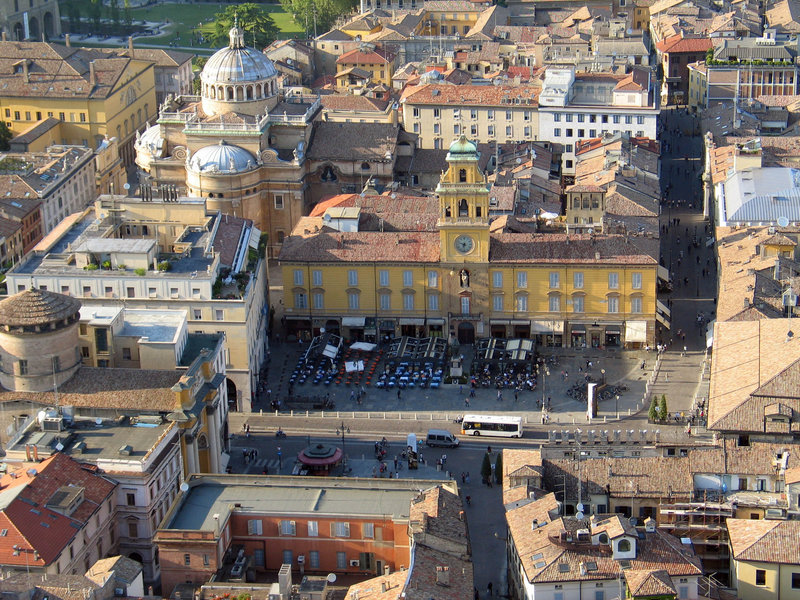
Вид на площадь Гарибальди с птичьего полёта

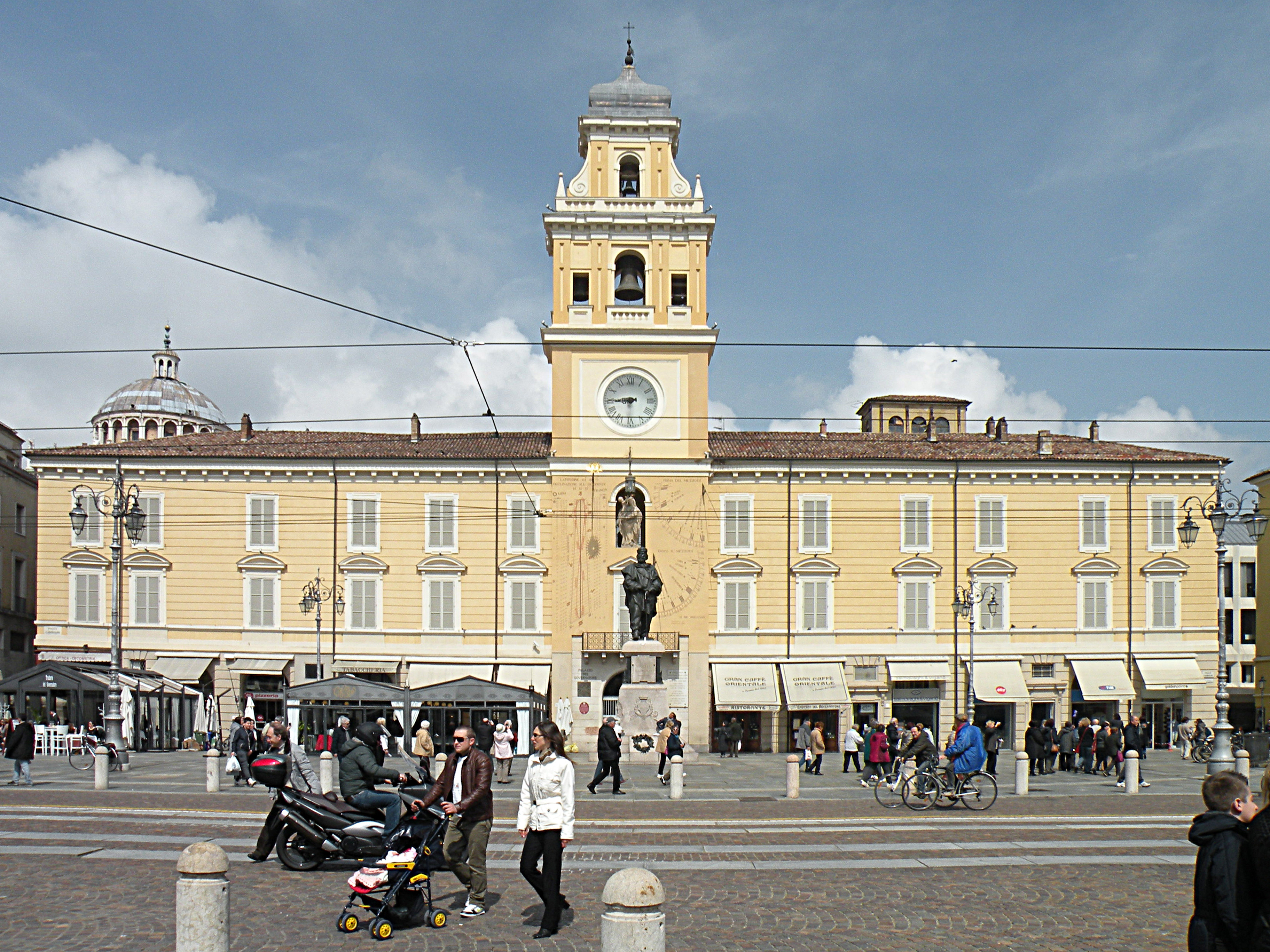
Префектура

Эта центральная площадь города, названная именем национального героя Джузеппе Гарибальди, на которой находится:
Palazzo del Governatore, в настоящее время Префектура. Начиная с XIII в. здесь стояли Palast des Statthalters и
Palazzo del Comune.

### Палаццо делла Пилотта и Пьяцца делла Маркони
Этот дворец был построен в 1523—1622 годах, но оставался недостроенным. Своё название он получил по игре в мяч — пелоте, — широко распространённой в стране басков и в которую играли во дворе здания. Дворец стал резиденцией рода Фарнезе.
В Палаццо Пилотта, где герцоги жили с 1583 года, ныне помещаются художественная галерея, Палатинская библиотека (ит.) и музей древностей.
Здания, стоявшие у этой площади, сильно пострадали и были затем снесены.
На площади первоначально был установлен мемориал Верди. Однако при разборке военных развалин он был демонтирован и временно перенесён в угол площади, где был смонтирован без учёта градостроительных требований. Там он и стоит по диагонали площади до сего времени.

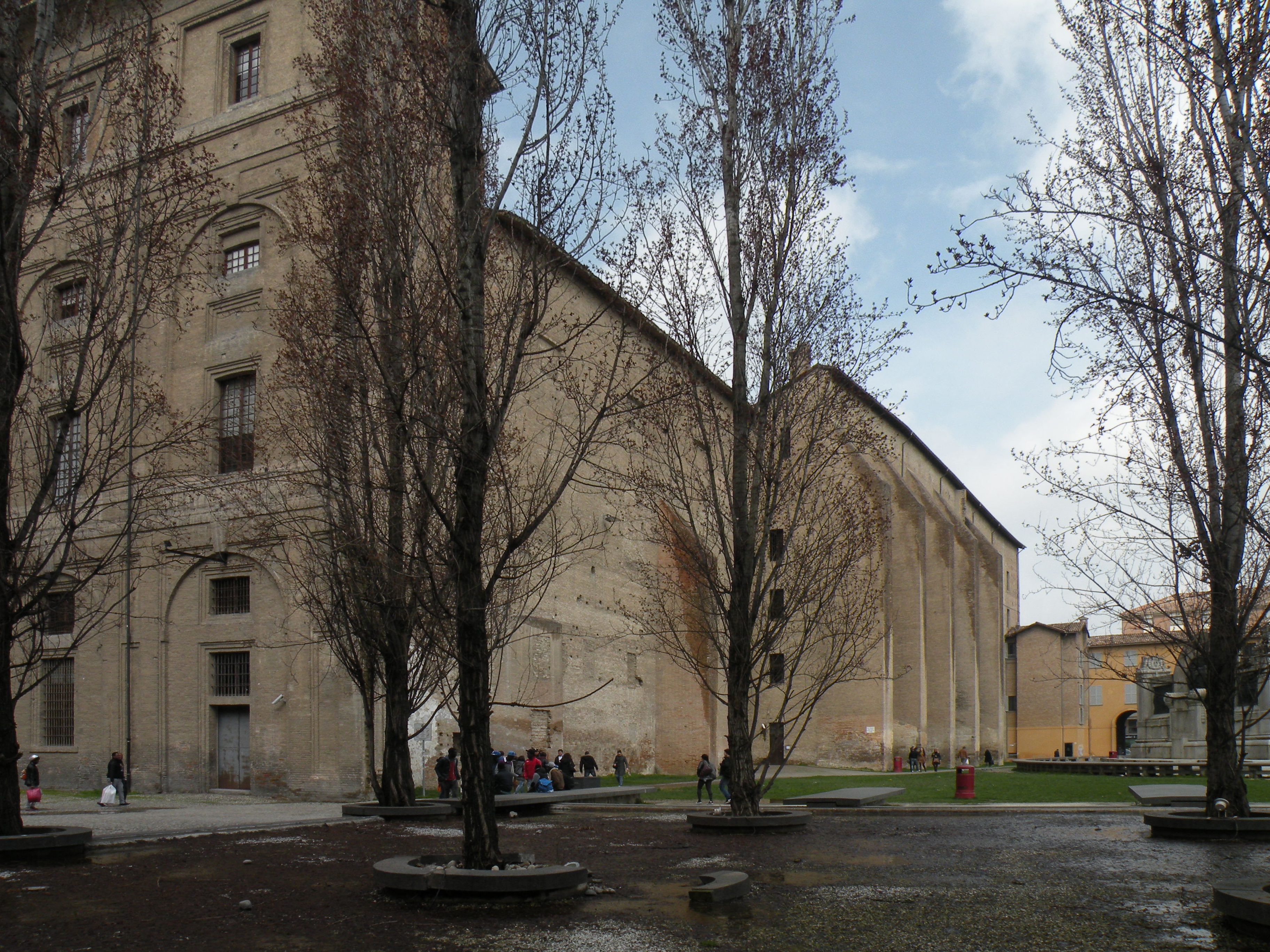
Палаццо Пилотта
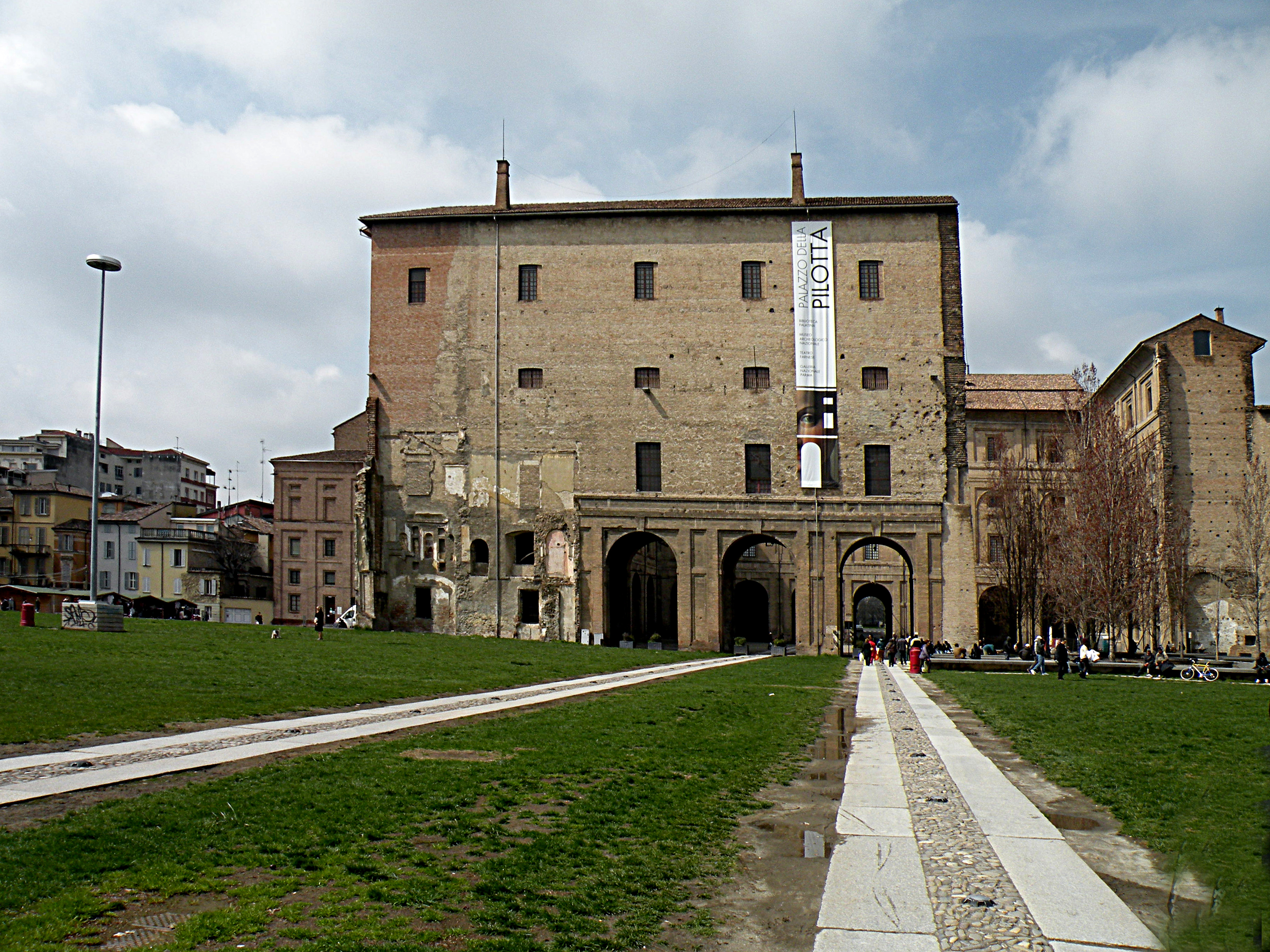
Пьяццале делла Паче
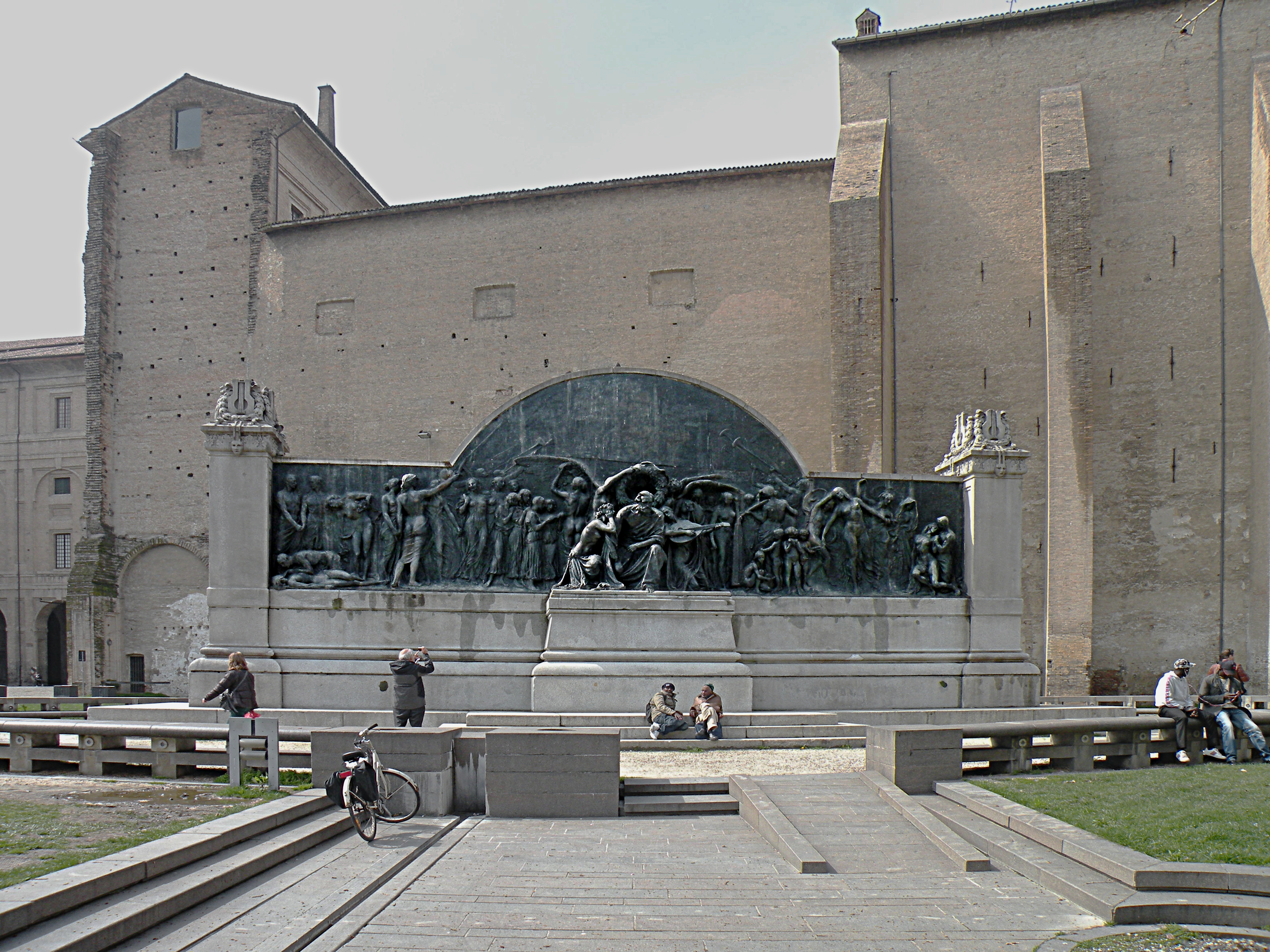
Мемориал Верди
Памятник партизану

## Культура

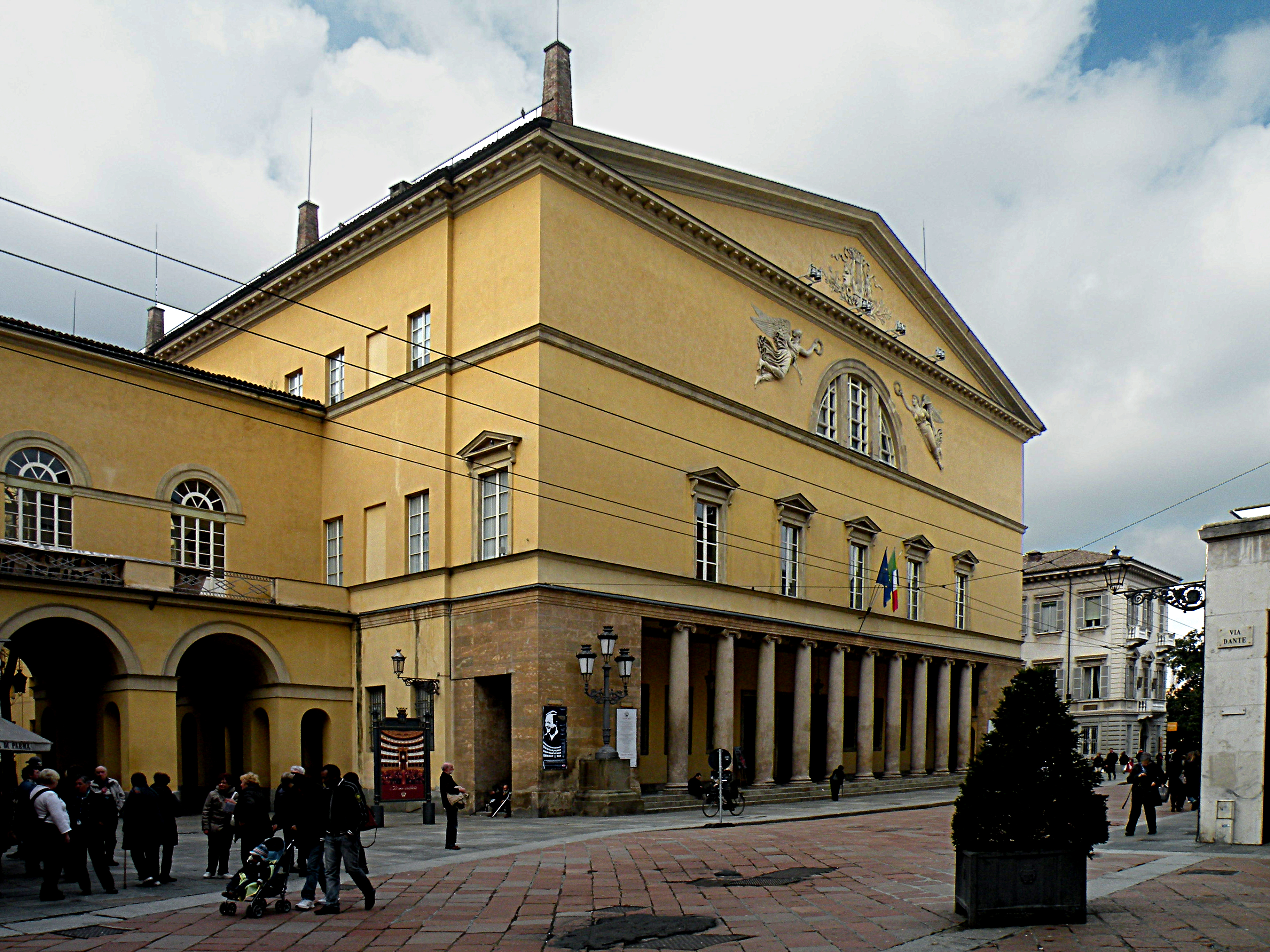
Театр

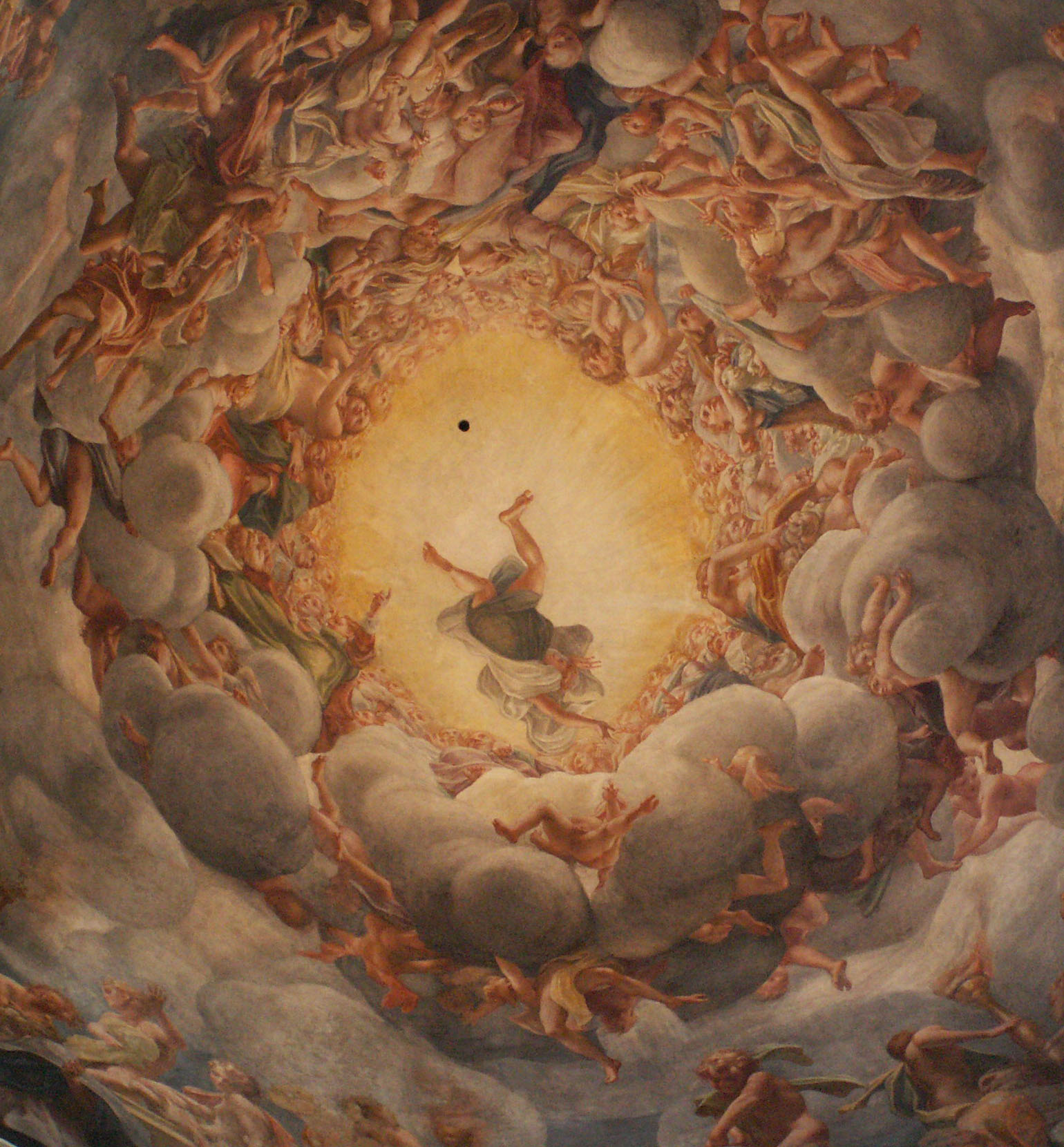
Роспись купола Пармского собора

Помимо художников Корреджо и Пармиджанино уроженцами Пармы были дирижёр Артуро Тосканини, скульптор Бенедетто Антелами, скрипач и композитор Антонио Ролла, режиссёр, актёр кино и художник Франческо Барилли, печатник Джамбаттиста Бодони.
Главная резиденция герцогов (1564) и театр Фарнезе (1618) сильно пострадали в 1943 году, но к настоящему времени восстановлены.
Годы правления просвещённой и толерантной Марии Луизы (1816—1847), второй супруги Наполеона Бонапарта, были годами расцвета города. Хотя современники отмечали неприятие герцогиней не только шоколадных тортов, но и сыра Пармезан, являющегося предметом гордости горожан.
Город был сделан Стендалем местом действия своего романа «Пармская обитель».
Пармский университет — один из первых в Италии; в своём настоящем виде существует с 1601 года.
Большой известностью пользуется ботанический сад Пармы (ит.), основанный в 1770 году.
Одна из старейших ежедневных газет на итальянском языке, «Gazzetta di Parma», выпускается в Парме с 19 апреля 1735 года.

## Спорт
Город известен своей футбольной командой «Парма», дважды побеждавшей в Кубке УЕФА, по разу в Кубке обладателей кубков и Суперкубке УЕФА.

## Экономика
В экономическом отношении Парма сильно зависит от пищевой промышленности. Местный сыр (так называемый «пармезан») пользуется спросом во всём мире. Парма также выделяется наличием предприятий машиностроения для сельского хозяйства. Пармская ветчина тоже всемирно известна.
Город известен своими фармацевтическими предприятиями и парфюмерией (например, Davines SpA). В честь знаменитых пармских фиалок названы местные духи. В городе ежегодно проводится выставка консервов.
С 1953 года в городе действует троллейбусное движение.